# Stråsångare
Stråsångare (Sphenoeacus afer) är en fågel i familjen afrikanska sångare inom ordningen tättingar.

## Utseende och läte
Stråsångaren är en 17-19 centimeter lång fågel med en karakteristisk lång, spetsig stjärt, kastanjefärgad hjässa och svarta mustaschstreck på sin vita strupe. Ovansidan är streckat brun, undersidan vit med svarta fläckar. Sången är en skramlig, musikalisk ramsa och lätet är ett nasalt fi-o.

## Utbredning och systematik
Stråsångare placeras som enda art i släktet Sphenoeacus. Den delas in i fyra underarter med följande utbedning:
- Sphenoeacus afer excisus – östra Zimbabwe och angränsande sydvästra Moçambique
- Sphenoeacus afer natalensis – nordöstra Sydafrika (Nordvästprovinsen till norra och östra Fristatsprovinsen och KwaZulu-Natal), västra Swaziland och norra Lesotho
- Sphenoeacus afer intermedius – östra Sydafrika (sydligaste KwaZulu-Natal samt östra och södra Östra Kapprovinsen) samt troligen södra Lesotho
- Sphenoeacus afer afer – sydvästra Sydafrika (Västra Kapprovinsen och sydvästra Östra Kapprovinsen, österut till ungefär i höjd med Gamtoos River)

### Familjetillhörighet
Tidigare placerades arten den stora familjen Sylviidae, men DNA-studier har avslöjat att denna är parafyletisk gentemot andra fågelfamiljer som lärkor, svalor och bulbyler. Sylviidae har därför delats upp i ett antal mindre familjer, däribland den nyskapade familjen afrikanska sångare, där stråsångaren ingår, men även bland annat krombekar i Sylvietta, långnäbbar i Macrosphenus och en handfull andra arter. Stråsångarens närmaste släktingar är damarasångaren (Achaetops pycnopygius) och mustaschsångaren (Melocichla mentalis).

## Levnadssätt
Stråsångaren är vanligt förekommande i kustnära och bergsbelägen fynbos samt i högt gräs på bergssluttningar eller floddalar. Den ses vanligen ensam eller i par, födosökande i vegetationen efter insekter insekter och andra små ryggradslösa djur. Fågeln bildar par för livet och bygger sitt bo lågt i vegetationen.

## Status och hot
Arten har ett stort utbredningsområde och en stor population, men tros minska i antal, dock inte tillräckligt kraftigt för att den ska betraktas som hotad. Internationella naturvårdsunionen IUCN kategoriserar därför arten som livskraftig (LC). Världspopulationen har inte uppskattats men den beskrivs som lokalt vanlig.